# Bosilovo
Bosilovo (mazedonisch Босилово; albanisch definit Bosilova, indefinit Bosilovë) ist ein Ort in Nordmazedonien in der Region Südosten. Er ist Amtssitz der gleichnamigen Gemeinde, die neben der Stadt noch umliegende Dörfer umfasst.